# Mollugo pinosia
Mollugo pinosia är en kransörtsväxtart som beskrevs av Ignatz Urban. Mollugo pinosia ingår i släktet kransörter, och familjen kransörtsväxter. Inga underarter finns listade i Catalogue of Life.